# Гасымов, Натиг Салим оглы
Натиг Салим оглы Гасымов (азерб. Natiq Səlim oğlu Qasımov; 2 января 1971, Кичик Карамурад, Кедабекский район — предп. март 1992, предп. Храморт, Ходжалинский район) — азербайджанский военнослужащий. Участник Первой карабахской войны. Доброволец организованного в Агдамском районе в годы войны батальона «Карабахские ястребы». Национальный герой Азербайджана (2024).

## Биография
Натиг Гасымов родился 2 января 1971 года в селе Кичич Карамурад Кедабекского района Азербайджанской ССР. Вскоре после рождения семья Гасымова переехала в город Мингечевир. Здесь он учился в средней школе № 4 и профессионально-техническом училище № 39.
С 1989 года по 1991 год проходил срочную военную службу в Красноярском крае. После завершения военной службы, вернулся на родину.
2 марта 1992 года добровольно вступил в ряды Национальной армии Азербайджана. В составе организованного в Агдамском районе батальона «Карабахские ястребы» отправился на фронт. Во время Первой карабахской войны принимал активное участие и отличился в боях за Аскеран, Ханабад и Храморт.
В марте 1992 года принимал участие в боях за горное село Храморт. В ходе боёв азербайджанским военным удалось занять село, но армяне выбили их оттуда. Небольшое количество военнослужащих армии Азербайджана укрепилось в старой григорианской церкви у вершины. К моменту, когда на место прибыли корреспонденты журнала «Огонёк», армянские военные на БТР, пытаясь овладеть церковью, потеряли уже двоих. Не зная, сколько азербайджанцев осталось в церкви, армяне пытались «выкурить» их всеми возможными средствами от слезоточивого газа до гранат, что не дало никакого эффекта. Ни в день прибытия репортёров, ни на следующий армянским силам не удалось овладеть церковью.
Только с третьей попытки, 12 марта 1992 года им удалось взять под контроль территорию церкви со старинным кладбищем, уговорив сдаться единственного оставшегося в живых азербайджанца. Им оказался Натиг Гасымов, который пять дней провёл без воды и пищи под водружённым над церковью знаменем Азербайджана. Корреспонденты «Огонька» стали свидетелями взятия Гасымова в плен. Фотокорреспонденту журнала Энрико Сарзини, итальянцу из Парижа, удалось заснять Гасымова с флагом Азербайджана в руках в окружении армянских военных и позднее в подвале одного из домов, где его допрашивали. О дальнейшей судьбе Гасымова ничего не известно. 
Как позднее заявила Государственная комиссия по делам военнопленных, заложников и без вести пропавших граждан Азербайджана, пропавший без вести в годы Первой карабахской войны Натиг Гасымов предположительно похоронен на территории Ходжалинского района.

## Награды
В октябре 2023 года депутат Милли Меджлиса Азербайджана Фазиль Мустафа предложил присвоить Натигу Гасымову звание Национального героя Азербайджана.
Распоряжением президента Азербайджанской Республики Ильхама Алиева от 25 июня 2024 года Натигу Салим оглы Гасымову за особые заслуги в защите территориальной целостности Азербайджанской Республики и личную отвагу, проявленную при выполнении боевого задания было присвоено звание Национального героя Азербайджана (посмертно).

## Память
В 2016 году на киностудии «Азербайджанфильм» режиссёром Эльчином Мусой снят документальный фильм «Натиг Гасымов».
В марте 2022 года состоялась презентация документального фильма «Сын», снятого британской компанией «Broken Pot Media», повествующего о Гасымове.